# Mistrovství světa v letech na lyžích 2004
Mistrovství světa v skocích na lyžích se v roce 2004 konalo 21. a 22. února ve slovinské Planici na tamním mamutím můstku Letalnica. Poprvé v historii se zde uskutečnila také soutěž družstev v letech na lyžích.

## Výsledky - jednotlivci
| *                | Sportovec            | Skok | Body | Celkem |
| ---------------- | -------------------- | ---- | ---- | ------ |
| Zlatá medaile    | Roar Ljøkelsøy       |      |      | 832,1  |
| Stříbrná medaile | Janne Ahonen         |      |      | 814,1  |
| Bronzová medaile | Tami Kiuru           |      |      | 813,0  |
| 4                | Georg Späth          |      |      | 808,8  |
| 5                | Tommy Ingebrigtsen   |      |      | 807,2  |
| 6                | Bjørn Einar Romøren  |      |      | 798,7  |
| 7                | Matti Hautamäki      |      |      | 794,9  |
| 8                | Veli-Matti Lindström |      |      | 783,7  |
| 9                | Sigurd Pettersen     |      |      | 781,5  |
| 10               | Michael Uhrmann      |      |      | 778,9  |
| 11               | Adam Małysz          |      |      | 777,1  |
| 12               | Robert Kranjec       |      |      | 773,7  |
| 13               | Thomas Morgenstern   |      |      | 757,8  |
| 14               | Simon Ammann         |      |      | 744,0  |
| 15               | Wolfgang Loitzl      |      |      | 713,0  |
| *                | /                    | /    | /    | /      |
| 35               | Jakub Janda          |      |      | 110,5  |
| 36               | Jan Mazoch           |      |      | 100,5  |
| 37               | Jan Matura           |      |      | 97,2   |
| 47               | Lukáš Hlava          |      |      | 60,9   |

## Výsledky - družstva
| *                | Družstvo  | Sportovec                                                              | Skok 1 | Skok 2 | Body 1 | Body 2 | Kola | Celkem |
| ---------------- | --------- | ---------------------------------------------------------------------- | ------ | ------ | ------ | ------ | ---- | ------ |
| Zlatá medaile    | Norsko    | Bjørn Einar Romøren Sigurd Pettersen Tommy Ingebrigtsen Roar Ljøkelsøy |        |        |        |        |      | 1711,8 |
| Stříbrná medaile | Finsko    | Tami Kiuru Veli-Matti Lindström Matti Hautamäki Janne Ahonen           |        |        |        |        |      | 1704,1 |
| Bronzová medaile | Rakousko  | Andreas Widhölzl Andreas Goldberger Wolfgang Loitzl Thomas Morgenstern |        |        |        |        |      | 1620,8 |
| 4                | Německo   | Michael Uhrmann Martin Schmitt Georg Späth Sven Hannawald              |        |        |        |        |      | 1606,4 |
| 5                | Japonsko  | Akira Higaši Daiki Ito Hideharu Mijahira Noriaki Kasai                 |        |        |        |        |      | 1574,5 |
| 6                | Slovinsko | Primož Peterka Bine Zupan Rok Benkovič Robert Kranjec                  |        |        |        |        |      | 1503,4 |
| 7                | Rusko     | Dmitrij Ipatov Alexej Silaev Denis Kornilov Dmitrij Vassiljev          |        |        |        |        |      | 1404,5 |
| 8                | Polsko    | Mateusz Rutkowski Robert Mateja Wojciech Skupień Adam Małysz           |        |        |        |        |      | 1386,8 |
| 9                | Česko     | Lukáš Hlava Jan Mazoch Jan Matura Jakub Janda                          |        |        |        |        |      | 674,9  |
| 10               | Bělorusko | Dmitrij Afanasenko Aleksandr Svetlov Petr Chadaev Maxim Anisimov       |        |        |        |        |      | 372,4  |